# Charles-Louis de Barbezières
Charles-Louis de Barbezières, marquis de Chemerault (mort en 1709) est un général de l'Ancien Régime. Il a participé à un très grand nombre de campagnes de 1673 à 1705. Il est principalement connu pour être à l'origine du régiment de Barbezières, devenu le 13e RDP.

## Naissance
Son père, François de Barbezières, enlève Madeleine Bertrand de La Bazinière et conçoit avec elle, Charles-Louis. En 1657, il est décapité pour ce crime. Charles-Louis, lui est légitimé et reçoit le titre de marquis.

## Carrière
Servant dans la maison du Roi depuis 1670, il participa, au sein de la compagnie de Rochefort, aux batailles de Maestricht, Seneff, Dinant, Huy, Limbourg, Condé et Bouchain de 1673 à 1676.
Le 4 octobre 1676 il leva par commission le régiment de dragons qui deviendra le 13e RDP puis le 10 août 1678, obtint le commandement du régiment d'Aubigné.
En 1688, il fut élevé au rang de brigadier, servit à l'armée de Flandres et pris la ville de Mayence.
Le 2 mai 1692, il fut élevé au rang de maréchal de camps.
Le 3 janvier 1696, il fut élevé au rang de lieutenant général.
En 1704, il occupe la fonction de gouverneur de Saint-Quentin.
En 1705, après avoir remporté le siège de Verue, il ne servit plus.
Il meurt sans postérité le 2 septembre 1709.